# Fons Tuinstra
Alphonse Marie Hubert (Fons) Tuinstra (Maastricht, 26 juni 1897 – Geulle, 21 juli 1971) was een Nederlands docent, auteur en dialecticus.

## Leven en werk
Fons Tuinstra was een zoon van kapper Joannes Petrus Tuinstra en Joanna Maria Hubertina Ras. In 1916 behaalde hij zijn hbs-diploma aan de Gemeentelijke HBS in Maastricht. Vervolgens behaalde hij (in Venlo?) de LO-akte, waarna hij in 1917 als onderwijzer aan de slag ging aan de lagere St. Gondulphusschool in Maastricht. Hij trouwde in 1922 met Antonia Gertruda Maria (Maria) Thewissen (1898-1970). Zij kregen een aantal kinderen, onder wie keramist Frans Tuinstra. In 1925 behaalde Tuinstra de MO-akte Nederlandse taal- en letterkunde. Hij werd het jaar erop benoemd tot leraar Nederlands en geschiedenis aan de RK HBS "Veldeke" aan de Aylvalaan in Maastricht en werd in 1947 docent aan de gemeentelijke HBS in de Helmstraat.
Hoewel hij zelf van Friese afkomst was, zette Tuinstra zich in voor het Maastrichts als voertaal. Hij publiceerde verhalen, gedichten en jongensliedjes in het Maastrichts. Een aantal van zijn gedichten werd opgenomen in de bloemlezingen Mestreechter spraok, doe zeute taol! (1933) en -postuum- Mosalect (1976). Voor het in 1940 gehouden Mariacongres zette hij een 15e-eeuws mysteriespel om in het Maastrichts. Voor de Regionale Omroep Zuid verzorgde hij de radiorubriek Ieretribuun. Tuinstra was ook op religieus gebied actief. Hij werd lid (1923), secretaris (1930), ondervoorzitter (1937) en voorzitter (1948) van het Heiligdomsvaartcomité en was medeoprichter van de Stichting Het Graf van St. Servaas, die zich inzet om Maastricht als bedevaartplaats te bevorderen. In 1953 werd hij voorzitter van de Stichting Maastricht-Romevaart. Hij was ook voorzitter van de Koninklijke Harmonie.
Tweede Wereldoorlog
Tuinstra was tijdens de Tweede Wereldoorlog actief in het verzet. Hij was een van de Limburgse gijzelaars die in 1942 werden opgepakt en vastgezet in Kamp Sint-Michielsgestel. Hij werd in september 1944 hoofdredacteur van het katholiek dagblad Veritas, dat een jaar later werd omgedoopt tot Gazet van Limburg. Hij was betrokken bij de oprichting van de Culturele Raad Limburg. Toen koningin Wilhelmina in maart 1945 Maastricht bezocht werd Tuinstra aan haar voorgesteld.
In 1948 was Tuinstra oprichter en eerste directeur van de Katholieke Middelbare Handelsdagschool, het St. Servaascollege in de Herbenusstraat. Ter gelegenheid van zijn veertigste onderwijsjubileum en zijn zestigste verjaardag kreeg hij in 1957 een liber amicorum aangeboden met de naam Vruntelik Book, dat bijdragen bevatte van onder anderen bisschop G. Lemmens van Roermond, deken P.J.M. Jenneskens, Willem en Hendrik Andriessen, Anton van Duinkerken en Hubert Levigne. Hij ontving van de paus het erekruis Pro Ecclesia et Pontifice (1948) en werd benoemd tot ridder in de Orde van Sint Silvester (1957).
Fons Tuinstra overleed in huize Ave Maria in Geulle.

## Publicaties
- 1932 De ziel van Limburg.[13] Maastricht: Gebr. van Aelst.
- 1934 St. Servaaslegenden.[14]  Maastricht: Ernest van Aelst. Met illustraties van Hubert Levigne.
- 1937 Het boek der wonderen van Sint Servaas. Maastricht: Boosten en Stols. Een bewerking naar Hendrik van Veldeke.
- 1955 XXI heilige bisschoppen van Maastricht. Maastricht: Ernest van Aelst.
- Familiefilmpjes Alphonse